# Maesa villosa
Maesa villosa är en viveväxtart som beskrevs av Carl Christian Mez. Maesa villosa ingår i släktet Maesa och familjen viveväxter. Inga underarter finns listade i Catalogue of Life.